# Edith Anrep
Edith Marie Anrep, född Dinkelspiel den 16 september 1912 i Trieste, Österrike-Ungern (idag i Italien), död 11 november 2012, var en svensk jurist och feminist, dotter till konsul Adolf Dinkelspiel och Emelie Nördlinger. Anrep tog kandidatexamen i juridik från Stockholms högskola 1936, gjorde tingstjänstgöring i Södertörns domsaga (1936–1939) och var biträdande jurist och medlare i äktenskapstvister (1963–1974). Hon var engagerad i Fredrika-Bremer-Förbundet (FDF), bl.a. som styrelseledamot (1958–1963) och ordförande i stipendiefonden (1968–1980).
Anrep var styrelseledamot i International Alliance of Women (1955–1970) och var därefter organisationens sjunde president (1970–1973). Hon var den andra svenskan att inneha detta uppdrag. Hon var även vice ordförande för Cancerfonden (1965–1983).
Edith Anrep är begravd på Leksands kyrkogård.